# Dévényi Tamás
Dévényi Tamás (Pásztó, 1954. augusztus 26.) Ybl Miklós-díjas magyar építészmérnök, belsőépítész.

## Iskolái
- 1972-1977: BME, diploma a Lakóépülettervezési Tanszéken, konzulens: Farkasdy Zoltán, opponens: Jánossy György
- 1982-1984: MÉSZ Mesteriskola VII. ciklus, mester: Janáky István

## Munkái
- a KÖZTI-ben készült munkák:
- Budapest, IV. Labdarúgó utcai óvoda bővítése, 1980
- Akadállyal élők lakóegyüttese, Pesthidegkút, 1981-86, Hegedűs Péterrel (adaptáló tervező: Polinszky Tibor)
- az MNDP munkacsoportban készült munkák:
- Lupa-szigeti nyaralók, 1987, 1992, 1997
- Inter-Európa Bank Rt. székháza és fiókhálózata, 1988-1998 (közöttük: Kozma Lajos Budapesti Műhely portáljának újratervezése Budapest, V. Vécsey utca és Rimanóczy Gyula modernista ikerházának rekonstrukciója és átalakítása bankfiókká, Budapest, II. Pasaréti út)
- Népbank székháza, a Duna plázában, 1996
- ABN-AMRO Bank arculattervezése, 1997-1998
- OTB Bank in-store bankfiókjainak tervezése, 1998-2002
- K and H bank arculattervezése, 2001
- Sándor-palota tervezése (kiviteli tervig) Magyari Éva, Pazár Béla és Potzner Ferenc építésszel
- Rottenbiller utca 32. sz. Budapesti Központi Tejcsarnok egykori fő telepén épült 72 lakásos lakóház, 1999-2002. A főváros első MAGHÁZ-a.
- a budapesti műhelyben készült munkák:
- Rácz gyógyfürdő műemléki felújítása és bővítése, 2007-2009, a felújítást tervező csapat vezetője, az építési-engedélyezési terv módosításáig Kis Péter építésszel közös munka
- Emléktáblák Budapest I. kerületében, Naphegy tér 8. sz. – az 1956-os forradalom hősi halottja, a tinédzser, Gárdos Péter (fotóriporter) emléktáblája
- FUGA Budapesti Építészeti Központ (Hermész-udvar), 1052 Budapest, Petőfi Sándor utca 5. sz. pince-földszinti helyiségek felújítása, 2008-2009-ben
- H ház, Sóskút 2009-2012
- 4. Metró Rákóczi téri állomása, 2006-2014
- Várkert bazár belső tervezése (nyilvános területek, építészet, belsőépítészet), 2013-2014 (Potzner Ferenc és Pottyondi Péter építészek mellett)
- Széchenyi hegyi nagyadó helyreállítása, 2018-2019
- Thököly úti zsinagóga helyreállítása és bővítése,  2018-2019
- II. Napraforgó utca, Weichinger Károly házának helyreállítása, 2018-
- Kiállítás tervezés és társkurátor a KÖH-ben (az Építészeti múzeum számára: Modern és szocreál, 2006, Rudolf Schönwald, 2008), az Iparművészeti múzeumban (Pusztító vihar sodrában: Márkus Lili és Márkus Lajos, 2012, Breuer újra itthon, 2016) a Műcsarnokban (Kozma Klasszik – a Budapesti Műhely, 2018) és a FUGÁ-ban (Mesteriskola 1953-2023, 2022)

## Elismerései
- 1977: Diplomadíj, új Budapesti Állatkert (Khell Csörsz és Szász László diplomázó építészekkel)
- 1980: Budapestért emlékzászló a Budapest, IV. Labdarúgó utcai óvoda bővítéséért
- 2000: Ybl Miklós-díj
- 2006: Molnár Farkas-díj
- 1998 és 2010: Podmaniczky-díj okleveles építészmérnökként mindig értő módon nyúl Budapest építészettörténeti emlékeihez, különös tekintettel a Rác gyógyfürdő rekonstrukciójára és az Inter-Európa Bank központja és első fiókjai építészeti megvalósításáért
- 2011: ICOMOS-díj, a Rácz fürdő tervezéséért
- 2013: Év háza-díj, a sóskúti H családi lakóházért
- 2015: Prima díj Magyar építészet és építőművészet kategóriában
- 2015: Budapest Építészeti Nívódíja a M4-es metróvonalért; építésztársai: Erő Zoltán, Csapó Balázs, Gelesz András, Dajka Péter és Hatvani Ádám
- 2017: FIABCI-díj, az M4-ért és a Várkert bazárért

## Oktatótevékenysége
- 1998: Moholy-Nagy Művészeti Egyetem
- 2001– Szent István Egyetem, később Óbudai Egyetem Ybl Miklós Építéstudományi Kar, c. egyetemi docens
- 2010– A Mesteriskola tanára, 2019-től az egyik vezetője
- 2020– A Tilos Rádió "építési terület" építészeti műsorának szerkesztője és műsorvezetője (Pethő Lászlóval és Balázs Annával)

## A Bercsényi 28-30 folyóiratnál
A lap egyik szerkesztője volt a Bercsényi Építész Kollégiumban olyan társakkal, mint Ferkai András, Masznyik Csaba, Rajk László és Ertsey Attila.

## Cikkei
- OPEION Ifjúsági melléklet 82/1
- Budapest
- Élet és Irodalom
- Népszabadság
- Magyar Építőművészet
- Metszet
- Az úr építi